# 神田安兵衛
神田安兵衛（かんだやすべえ）は、小倉縮・小倉織の織元である。
- 初代・神田安兵衛（享年71）
- 二代目・神多安兵衛（神田を神多へ改名、本名・梅吉、享年68）
- 三代目・神多安兵衛（本名・八十治、享年54）

## 小倉縮について
小倉縮は、寛永9年より小笠原家が明石から小倉に移封されたとき製法を移入した「明石縮」を手本に製造しはじめたもので、
最初は藩中婦女子の内職として織られ、小笠原家から親族諸侯への進物用にされた。
明治になって神多安兵衛が生産に本腰を入れ博覧会、展覧会でしばしば入賞するようになって生産はぐっとのび、
1936年、1937年（昭和11年、12年）ごろは、当時の価格で年産200万円に達し西陣、足利、十日町各地で類似品を生産しはじめた。
しかし太平洋戦争がはじまり、企業整備が深刻化するとともに昭和十七年、小倉縮もついに工場を閉鎖、
終戦後もコスト高などの理由で再開にいたらず市場から完全に姿を消してしまった。
二代目・神田安兵衛（本名・梅吉）は、幼少より家業の呉服店に従う傍ら、小倉織、小倉縮の製織販売に従事、
織物業界に貢献するところ少なからず、産業功労汎くその名を知らるるとともに小倉縮の名声を全国に博するに至った。
1887年（明治20年）市内に集団織工場を設置し織婦の養成に努めた。
その製品は内国勧業博覧会、共進会等において毎に金銀牌受賞の誉を受けていた外、
1911年（明治44年）には明治天皇の、大正五年には大正天皇の九州行幸に際し天覧御買上の栄に浴している。
越えて1918年（大正7年）市外富野に小倉縮織方講習所を設けて織婦の養成に尽くしたが、後年小倉縮織工場設置の先駆であった。
1919年（大正8年）県知事より産業功労者として表彰された。

## 小倉縮・小倉織の変遷

### 年表
- 1617年～1632年ごろ 小笠原候明石時代、菊女発明
- 寛永末期 小笠原候小倉移封後、菊女藩士の婦女に伝授…「荢縮」「御縮」、徳川将軍家への献上品諸侯への進物として小倉名物
- 1804年神田屋吉蔵の妻、藩主より原材品を供給せられ製織
- 1833年6月23日 初代・神田安兵衛の父、神田屋吉蔵の死去
- 1848年神田屋安兵衛・妻、遺志をつぎ織夫の養成・製造者増加
- 1867年～明治初め 神田屋安兵衛、魚町四丁目に唐物商の傍ら製織(一般着用解禁・需要少)
- 1872年小倉の物産…小糸織(小倉織)・小倉縮(御召縮)(中縮)(綿縮)、 企教郡・仲津郡産 ※【明治時代・神田をのちに神多へ改氏】
- 1875年7月26日 初代・神田安兵衛の祖父、神田喜助の死去(71)
- 1877年 年産…縮300反 2円 600円 織工豊津士族婦女子
- 1882年 米谷小倉縮工場建設…（小倉縮）
- 1887年～1893年 神多梅吉、京町十一丁目に工場設立
- 1890年 東京三越と取引開始
- 1892年 明田小倉織工場設立
- 1894年 明治天皇銀婚式奉祝の為、小倉市より神安小倉縮を献上(市献上の始？)
- 1896年 豊津織物会社創立の計画…小倉縮専の生産を目的
- 1899年 小倉織物会社、6月より縮製造…6月中 60反
- 1901年 名織女…木島カネ 女(91)死去
- 1902年 神多梅吉、販路拡張の為、台湾出張（成功せず）
- 1905年 第五回大博覧会出品三等賞…小倉織・小倉縮 分神田呉服店
- 1907年2月4日 初代・神田安兵衛の死去(71) 梅吉、2代目襲名
- 1911年 小倉縮 近況…縮420反 工場2 織工22名
- 1912年 神安小倉縮工場を富野に建設
- 1914年 神安呉服店を閉店して富野工場へ
- 1916年 榮島小倉織工場を仲津に創業（7月）小倉縮 年産額毎 5万円、山登商会機業部 仲津に設立（10月）小倉縮 其の他製造
- 1919年～1922年 財政不況の為、産額著しく減少
- 1923年 小倉縮 年産 工場数4 職工数 男41名・女126名 計167名、年産 3万8341反 価額 555・939円
- 1926年頃 神田…1万5000反・34名、栄島…1万5000反・31名、明田…1000反・23名、内地 台湾支部 満州朝鮮へ 絹縮18・20円、綿縮15・16円
- 1932年6月6日 年産 21万反、200万円 昨年に比し11万反、100万円の倍額増加、二代目・神多安兵衛の死去(68)、神多八十治 3代目襲名
- 1942年 企業整備のため、神安工場閉鎖
- 1951年9月9日 三代目・神多安兵衛の死去(54)、小倉縮 失伝消失
- 1959年 小倉城天守閣復元、小倉縮の文政年間以前からの標本・白生地（献上品）・着物、（男物2反、女物4反）・各種博覧会の表彰メダルなど14点を寄贈